# Claes Hylinger
Claes Johan Hylinger, född 9 januari 1943 i Göteborg, är en svensk författare och översättare. 

## Biografi
Hylinger växte upp i Örgryte, avlade studentexamen vid Hvitfeldtska gymnasiet, och blev 1968 fil. kand. vid Göteborgs universitet. Han var kulturskribent på Göteborgs handels- och sjöfartstidning 1968–1973, och sedan 1973 på Dagens Nyheter.
Hylinger var under åren 1966–1969 redaktionsmedlem i den unglitterära tidskriften Komma.
Han debuterade 1972 med romanen I krig och kärlek. Mest känd är han för sin trilogi om "det hemliga sällskapet". Den inleddes 1986 med Det hemliga sällskapet, fortsattes 1990 med Den stora sammankomsten och avslutades 2002 med I det hemliga sällskapets tjänst. Hylinger har gett ut både romaner, reseskildringar och mer fragmentariska böcker som Dagar och nätter i Paris och Göteborg (1975), Nya dagar och nätter (1988) och Hotell Erfarenheten (2006).
Hylinger är huvudlärare i vestrogotisk patafysik vid Vestrogotiska Patafysiska Institutet i Sverige samt det franska Collège de 'Pataphysique, och har översatt författare med patafysisk anknytning till svenska. Omslagen görs oftast av Lennart Aschenbrenner.[källa behövs]
Som översättare har han bland annat översatt Molière och anekdoter från Orienten (Den ojämförlige Mulla Nasruddins bedrifter, 1998).
Hylinger är sambo med hovsångerskan Elisabeth Erikson.

## Utmärkelser och priser
- 1973 – Albert Bonniers stipendiefond för yngre och nyare författare
- 1975 – Eckersteinska litteraturpriset
- 1993 – Signe Ekblad-Eldhs pris
- 1995 – BMF-plaketten för Kvällarna på Pärlan
- 1995 – De Nios Vinterpris
- 1996 – Wahlström och Widstrands litteraturpris
- 2002 – Doblougska priset
- 2002 – En bok för allas litterära humorpris för I det hemliga sällskapets tjänst
- 2007 – Piratenpriset
- 2009 – Gerard Bonniers pris